# Brachystegia stipulata
Brachystegia stipulata är en ärtväxtart som beskrevs av De Wild. Brachystegia stipulata ingår i släktet Brachystegia och familjen ärtväxter. Inga underarter finns listade i Catalogue of Life.